# Kabinett Borg Olivier III
Das maltesische Kabinett Borg Olivier III wurde im Dezember 1953 von Premierminister Ġorġ Borg Olivier von der Partit Nazzjonalista (PN) gebildet. Es löste das zweite Kabinett Borg Olivier ab und befand sich bis März 1955 im Amt. 

## Geschichte

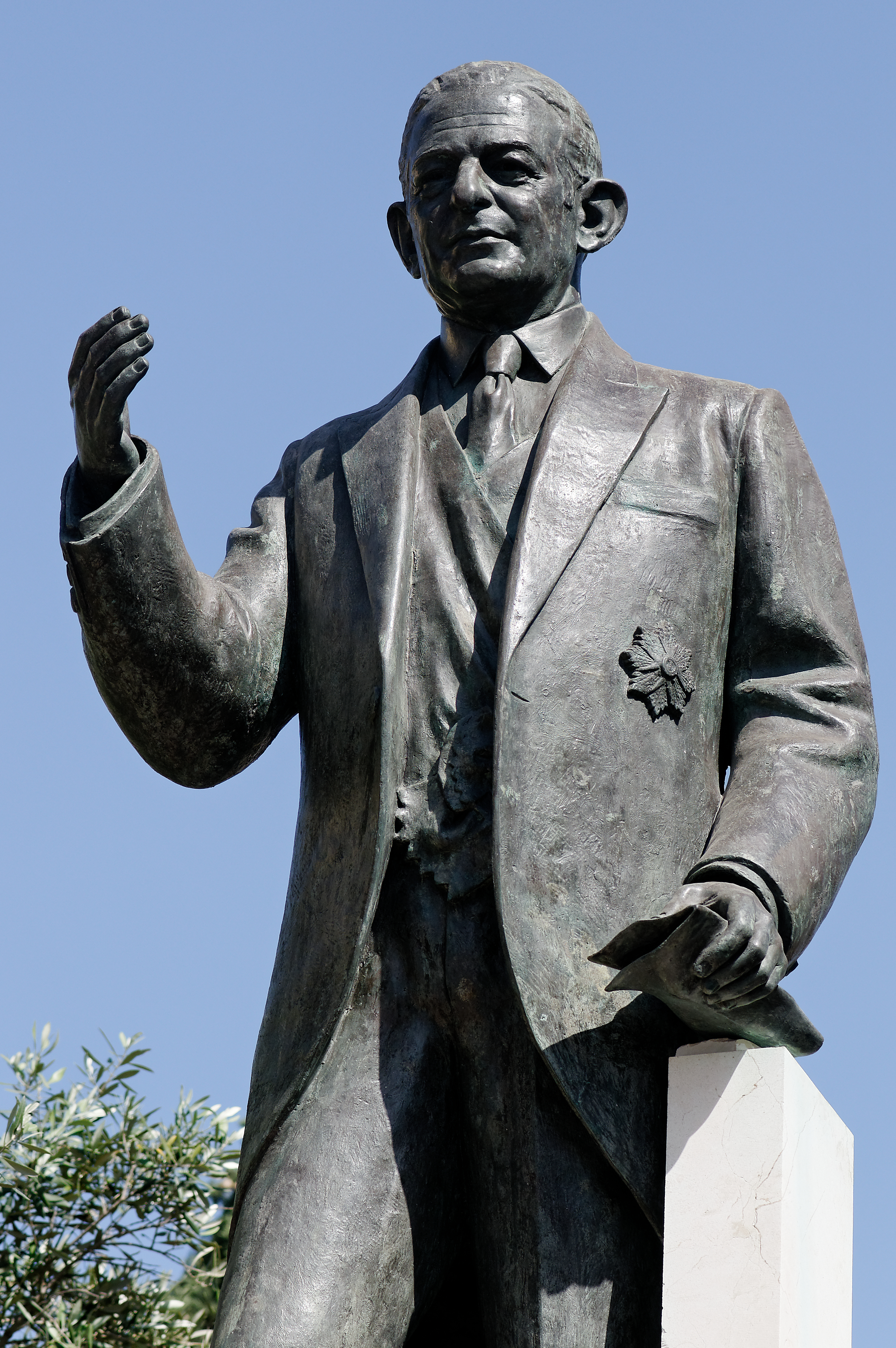
Statue von Ġorġ Borg Olivier auf dem Castille Square in Valletta

Nachdem es am 9. Oktober 1953 zu einer Niederlage des zweiten Kabinetts Borg Olivier bei den Haushaltsberatungen gekommen war, traten die drei Minister des Koalitionspartners Malta Workers Party (MWP) zurück, sodass Neuwahlen am 12. und 14. Dezember 1953 stattfanden. Diese Wahlen führten zu folgendem Ergebnis: Partit Laburista (PL) 19, Partit Nazzjonalista (PN) 18 und Malta Workers Party (MWP) 3. PN und MWP bildeten daraufhin erneut eine Koalitionsregierung, die im Repräsentantenhaus nur über eine hauchdünne Mehrheit von 21 zu 19 Sitzen verfügte. Am 26. und 28. Februar 1955 kam es zu Neuwahlen, die zu einer Niederlage der PN-MWP-Koalition führten. Daraufhin wurde im März 1955 das erste Kabinett Mintoff durch den PL-Vorsitzenden Dom Mintoff gebildet.

## Minister
| Amt                                                | Name                   | Partei               | Anmerkungen |
| -------------------------------------------------- | ---------------------- | -------------------- | ----------- |
| Premierminister, Minister für öffentliche Arbeiten | Ġorġ Borg Olivier      | Partit Nazzjonalista |             |
| Finanzminister                                     | John Frendo Azzopardi  | Partit Nazzjonalista |             |
| Justizminister                                     | Giovanni Felice        | Partit Nazzjonalista |             |
| Minister für Gesundheit und soziale Dienste        | Paul Boffa             | Malta Workers Party  |             |
| Bildungsminister                                   | Antonio Paris          | Partit Nazzjonalista |             |
| Minister für Post, Landwirtschaft und Fischerei    | Carmelo Caruana        | Partit Nazzjonalista |             |
| Minister für Auswanderung und Arbeit               | Johnnie Cole           | Malta Workers Party  |             |
| Minister für Industrie und Handel                  | Tommaso Caruana Demajo | Partit Nazzjonalista |             |